# Montagnareale
Montagnareale (hay Muntagnariali trong tiếng Sicilia) là một đô thị ở tỉnh Messina trong vùng Sicilia của Italia, có vị trí cách khoảng 140 km về phía đông của Palermo và vào khoảng 50 km về phía tây của Messina. Tại thời điểm ngày 31 tháng 12 năm 2004, đô thị này có dân số 1.794 người và diện tích là 16,2 km².
Đô thị Montagnareale có các frazione (các đơn vị cấp dưới) San Nicolella.
Montagnareale giáp các đô thị: Gioiosa Marea, Librizzi, Patti, Sant'Angelo di Brolo.